# Holly Harris
Holly Harris (ur. 2 listopada 2002 w Sydney) – australijska łyżwiarka figurowa startująca w parach tanecznych z Jasonem Chanem. Uczestniczka mistrzostw świata juniorów i czterech kontynentów, medalistka zawodów międzynarodowych, mistrzyni Australii seniorów w parach tanecznych (2020) oraz mistrzyni Australii juniorów w konkurencji solistek (2017).

## Osiągnięcia

### Pary taneczne
Z Jasonem Chanem
| Zawody                              | 19–20          | 20–21          | 21–22          | 22–23          | 23–24          |                |                |                |                |                |                |                |                |                |                |                |                |
| Międzynarodowe                      | Międzynarodowe | Międzynarodowe | Międzynarodowe | Międzynarodowe | Międzynarodowe | Międzynarodowe | Międzynarodowe | Międzynarodowe | Międzynarodowe | Międzynarodowe | Międzynarodowe | Międzynarodowe | Międzynarodowe | Międzynarodowe | Międzynarodowe | Międzynarodowe | Międzynarodowe |
| ----------------------------------- | -------------- | -------------- | -------------- | -------------- | -------------- | -------------- | -------------- | -------------- | -------------- | -------------- | -------------- | -------------- | -------------- | -------------- | -------------- | -------------- | -------------- |
| Mistrzostwa świata                  | C              | 24             | 18             | 16             | 17             |                |                |                |                |                |                |                |                |                |                |                |                |
| Mistrzostwa czterech kontynentów    | 9              | C              | 8              | 8              | 9              |                |                |                |                |                |                |                |                |                |                |                |                |
| GP Skate America                    |                |                |                | 5              | 10             |                |                |                |                |                |                |                |                |                |                |                |                |
| GP Skate Canada International       |                | C              |                | 8              |                |                |                |                |                |                |                |                |                |                |                |                |                |
| CS Autumn Classic International     |                |                |                |                | 7              |                |                |                |                |                |                |                |                |                |                |                |                |
| CS Finlandia Trophy                 |                |                | 13             |                |                |                |                |                |                |                |                |                |                |                |                |                |                |
| CS Golden Spin of Zagreb            |                |                |                | 7              |                |                |                |                |                |                |                |                |                |                |                |                |                |
| CS Nebelhorn Trophy                 |                |                | 9              | 7              |                |                |                |                |                |                |                |                |                |                |                |                |                |
| CS Warsaw Cup                       | 9              |                |                |                | 15             |                |                |                |                |                |                |                |                |                |                |                |                |
| Mentor Toruń Cup                    | 12             |                |                |                |                |                |                |                |                |                |                |                |                |                |                |                |                |
| Lake Placid Ice Dance International |                |                | 4              |                |                |                |                |                |                |                |                |                |                |                |                |                |                |
| Krajowe                             |                |                |                |                |                |                |                |                |                |                |                |                |                |                |                |                |                |
| Mistrzostwa Australii               | 1              |                |                |                |                |                |                |                |                |                |                |                |                |                |                |                |                |

### Solistki

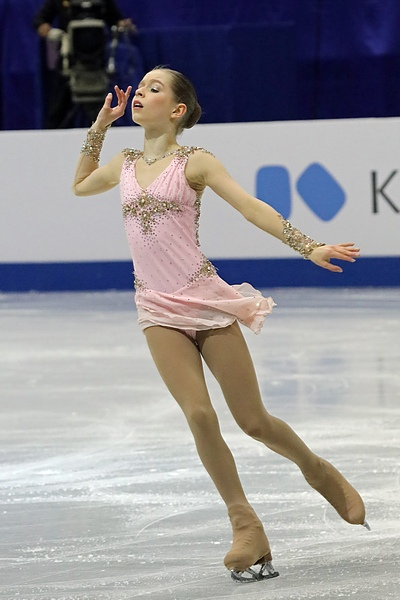
Harris na mistrzostwach świata juniorów 2017

| Zawody                                | 14–15                                 | 15–16                                 | 16–17                                 |                                       |                                       |                                       |                                       |                                       |                                       |                                       |                                       |                                       |                                       |                                       |                                       |                                       |                                       |                                       |
| Międzynarodowe: Kategorie młodzieżowe | Międzynarodowe: Kategorie młodzieżowe | Międzynarodowe: Kategorie młodzieżowe | Międzynarodowe: Kategorie młodzieżowe | Międzynarodowe: Kategorie młodzieżowe | Międzynarodowe: Kategorie młodzieżowe | Międzynarodowe: Kategorie młodzieżowe | Międzynarodowe: Kategorie młodzieżowe | Międzynarodowe: Kategorie młodzieżowe | Międzynarodowe: Kategorie młodzieżowe | Międzynarodowe: Kategorie młodzieżowe | Międzynarodowe: Kategorie młodzieżowe | Międzynarodowe: Kategorie młodzieżowe | Międzynarodowe: Kategorie młodzieżowe | Międzynarodowe: Kategorie młodzieżowe | Międzynarodowe: Kategorie młodzieżowe | Międzynarodowe: Kategorie młodzieżowe | Międzynarodowe: Kategorie młodzieżowe | Międzynarodowe: Kategorie młodzieżowe |
| ------------------------------------- | ------------------------------------- | ------------------------------------- | ------------------------------------- | ------------------------------------- | ------------------------------------- | ------------------------------------- | ------------------------------------- | ------------------------------------- | ------------------------------------- | ------------------------------------- | ------------------------------------- | ------------------------------------- | ------------------------------------- | ------------------------------------- | ------------------------------------- | ------------------------------------- | ------------------------------------- | ------------------------------------- |
| Mistrzostwa świata juniorów           |                                       |                                       | 23                                    |                                       |                                       |                                       |                                       |                                       |                                       |                                       |                                       |                                       |                                       |                                       |                                       |                                       |                                       |                                       |
| JGP w Niemczech                       |                                       |                                       | 11                                    |                                       |                                       |                                       |                                       |                                       |                                       |                                       |                                       |                                       |                                       |                                       |                                       |                                       |                                       |                                       |
| Volvo Open Cup                        |                                       |                                       | 2 J                                   |                                       |                                       |                                       |                                       |                                       |                                       |                                       |                                       |                                       |                                       |                                       |                                       |                                       |                                       |                                       |
| Krajowe                               |                                       |                                       |                                       |                                       |                                       |                                       |                                       |                                       |                                       |                                       |                                       |                                       |                                       |                                       |                                       |                                       |                                       |                                       |
| Mistrzostwa Australii                 | 1 N                                   | 1 N                                   | 1 J                                   |                                       |                                       |                                       |                                       |                                       |                                       |                                       |                                       |                                       |                                       |                                       |                                       |                                       |                                       |                                       |

## Programy
Holly Harris / Jason Chan
| Sezon   | Taniec rytmiczny (RD)                                                                                         | Taniec dowolny (FD) |
| ------- | --- | --- |
| 2020–21 | - A Chorus Line medley: - Swing: I Hope I Get It - Quickstep: I Can Do That - Fokstrot: One – Marvin Hamlisch | - Waltzing Matilda - By the Boab Tree – Ophelia of the Spirits - Faraway Downs (z filmu Australia) – Felix Meagher, Baz Luhrmann, Angela Little |
| 2019–20 | - A Chorus Line medley: - Swing: I Hope I Get It - Quickstep: I Can Do That - Fokstrot: One – Marvin Hamlisch | - Ain’t Nobody – Chaka Khan - I Feel for You – Chaka Khan, oryg. Prince - Ain’t Nobody – Chaka Khan                                             |